# Doron de Pralognan
Pour les articles homonymes, voir Doron.
 (juillet 2012).
Si vous disposez d'ouvrages ou d'articles de référence ou si vous connaissez des sites web de qualité traitant du thème abordé ici, merci de compléter l'article en donnant les références utiles à sa vérifiabilité et en les liant à la section « Notes et références ».
Le Doron de Pralognan est une rivière française de Savoie, dans le massif de la Vanoise. Elle est formée par la confluence du Doron de Chavière et du torrent de la Glière. 
La rivière conflue avec le Doron de Champagny pour former le Doron de Bozel. 

## Aménagement hydroélectrique
La construction de la centrale de Pralognan, située au Villard, commune du Planay débute en 1943 mais les travaux sont ralentis par la guerre. Elle est finalement mise en service en 1949.
La centrale turbine les eaux du Doron de Chavière, du torrent de la Glière et du ruisseau de l'Isertan par l'intermédiaire d'une galerie collecteur de 13 kilomètres de long suivie d'une conduite forcée de 1 700 mètres de long, le tout sur environ 765 mètres de dénivelé.
Elle est équipée de trois groupes, équipés chacun de deux roues Pelton, dont la production annuelle moyenne représente 156 GWh, soit l'équivalent des besoins domestiques annuels de 64 500 habitants.

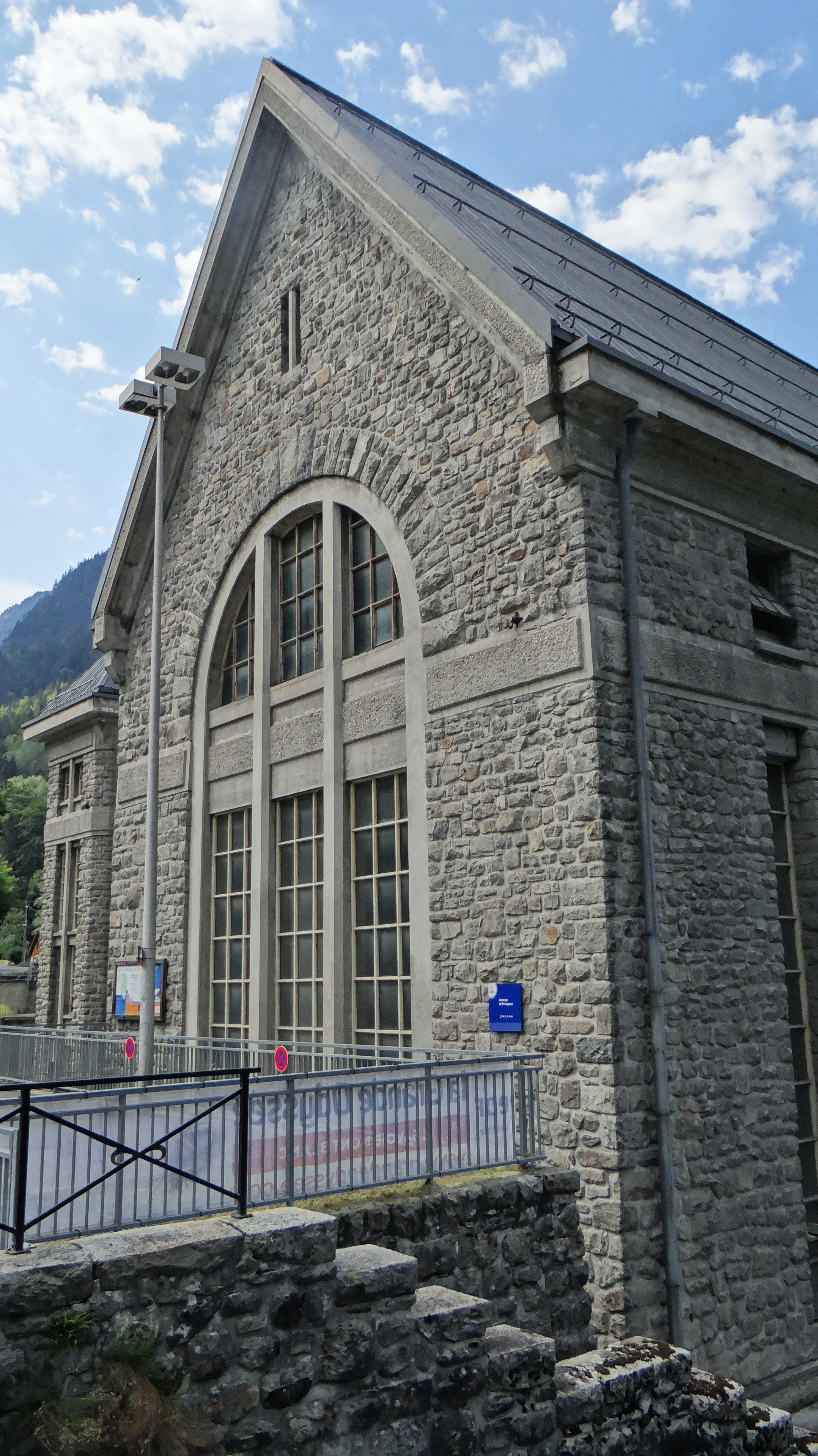
Façade de la Centrale de Pralognan
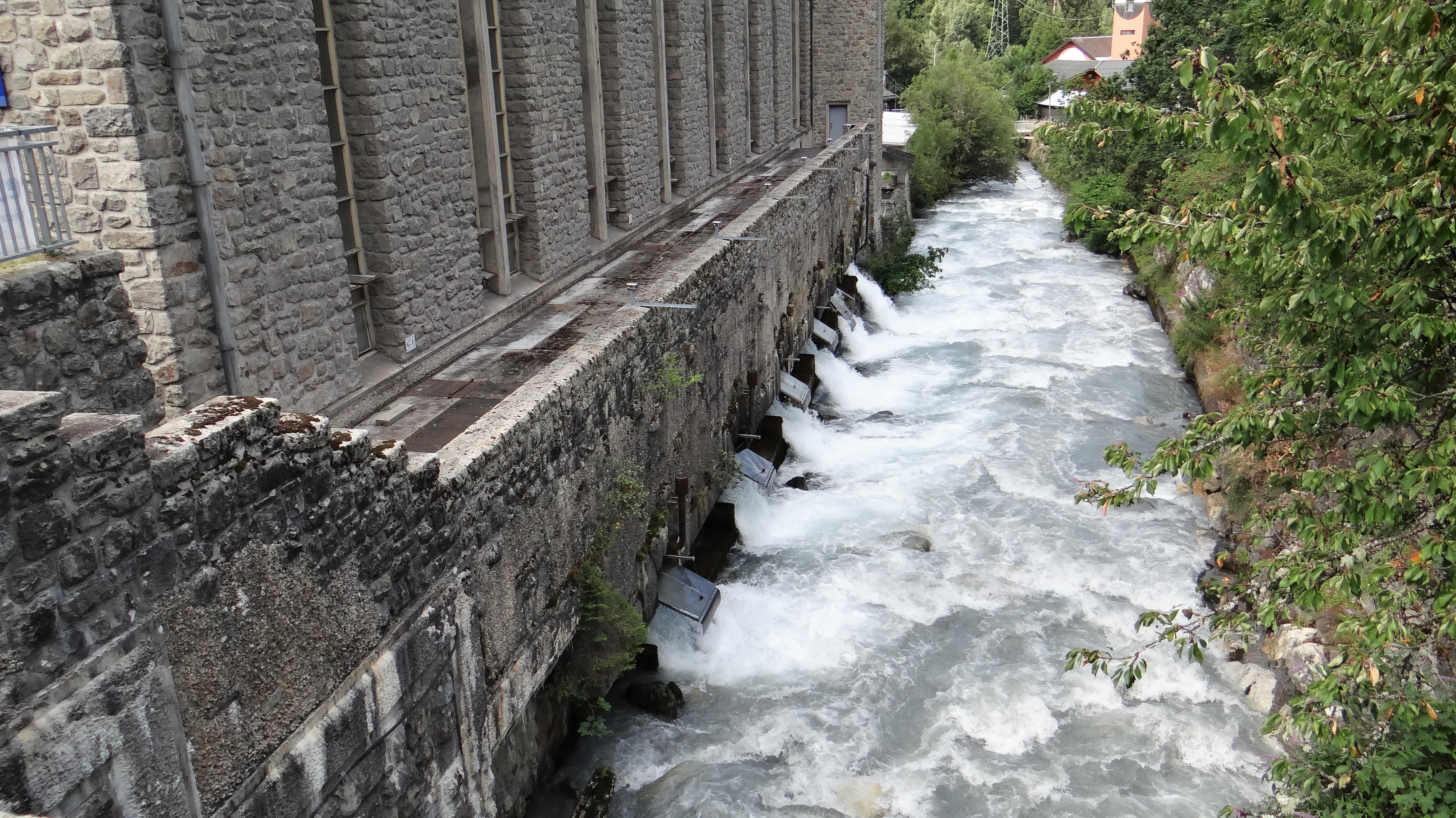
Eau en sortie de la Centrale de Pralognan
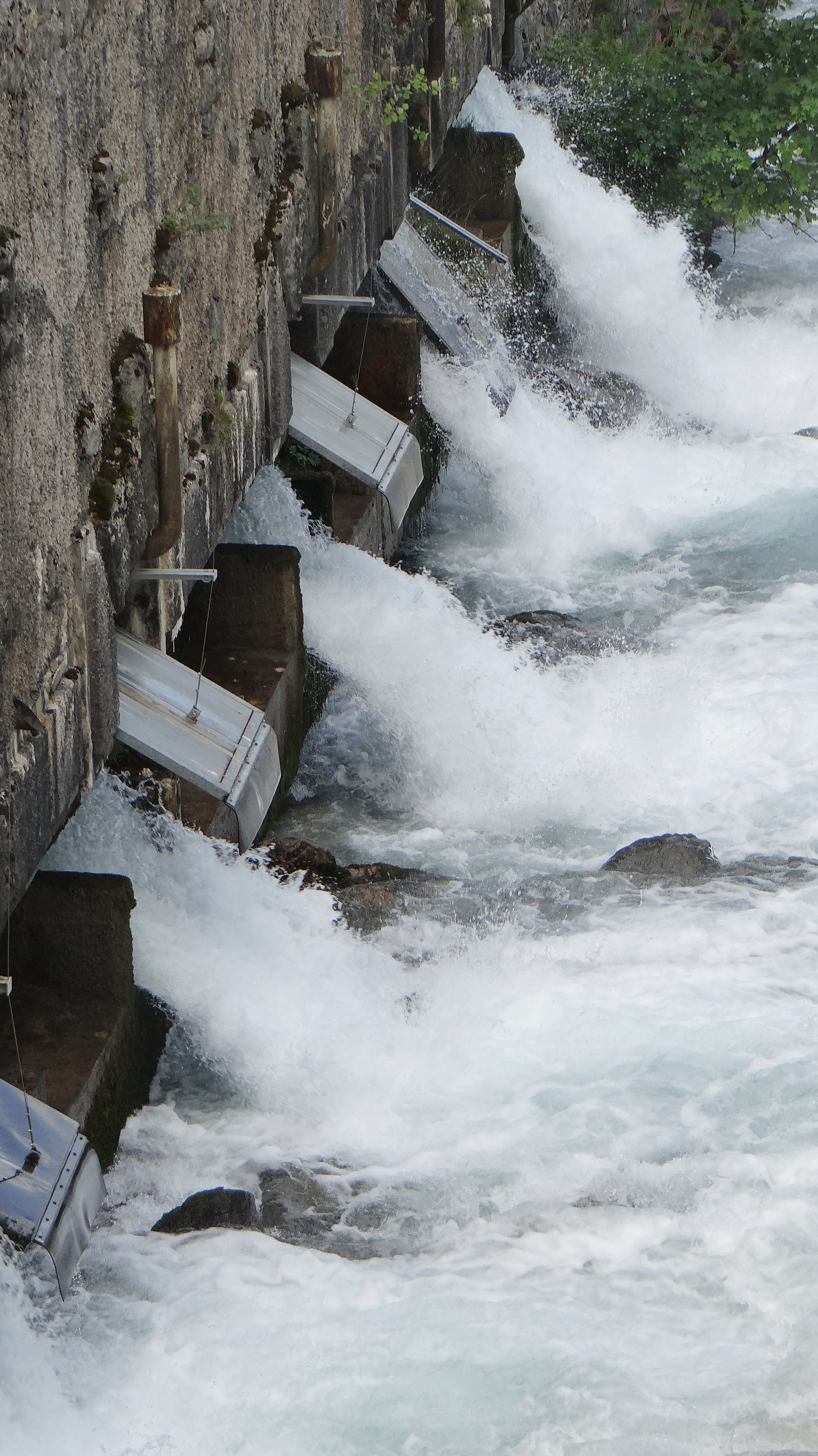
Eau en sortie de la Centrale de Pralognan

## Gorges de Ballandaz
Entre le village de Planay et celui du Villard du Planay, le Doron de Pralognan a creusé les gorges de Ballandaz avec une arche naturelle et des marmittes de géant. Un sentier ainsi qu'un bélvèdère y sont aménagés.

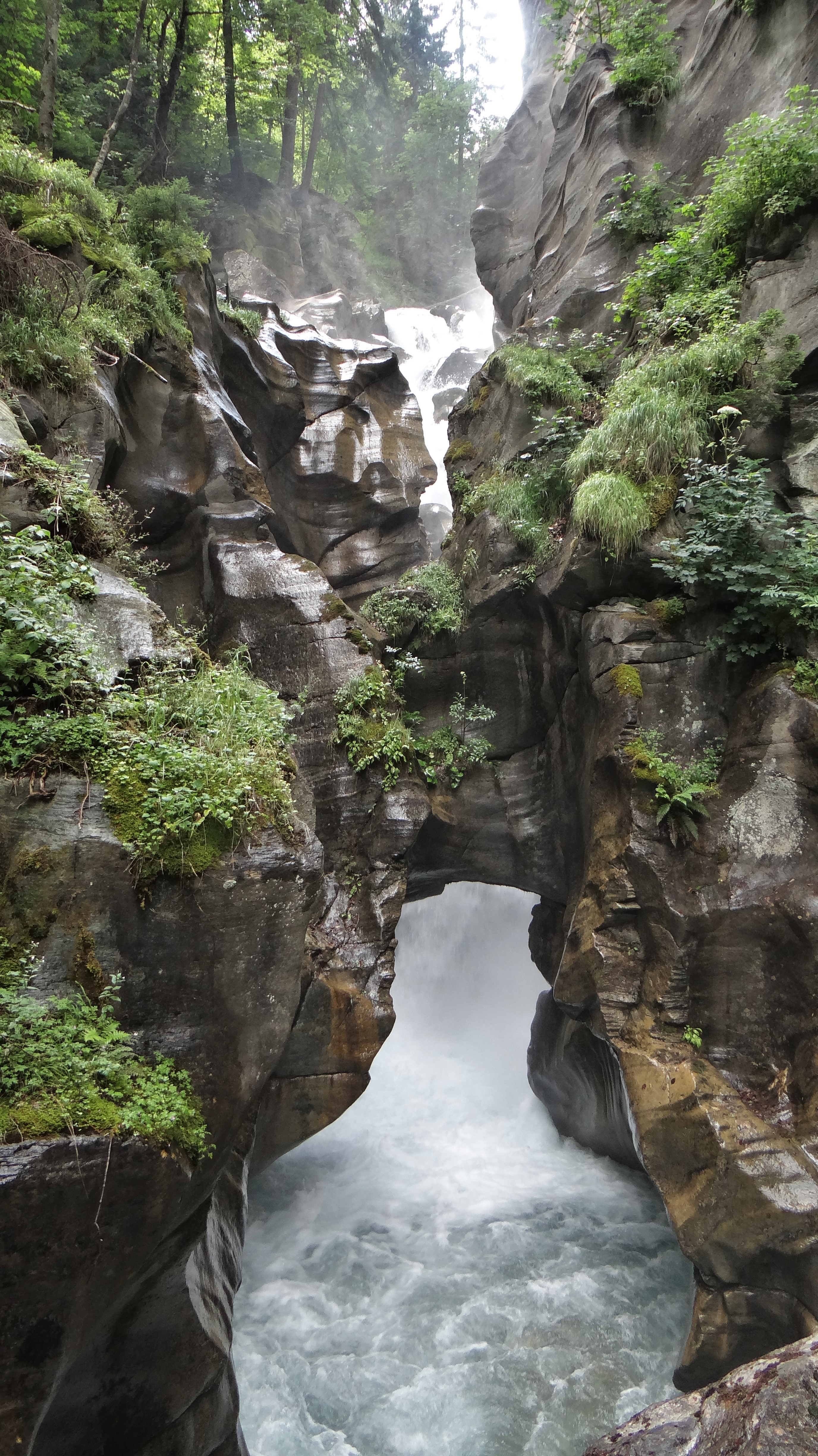
Arche dans les gorges de Ballandaz
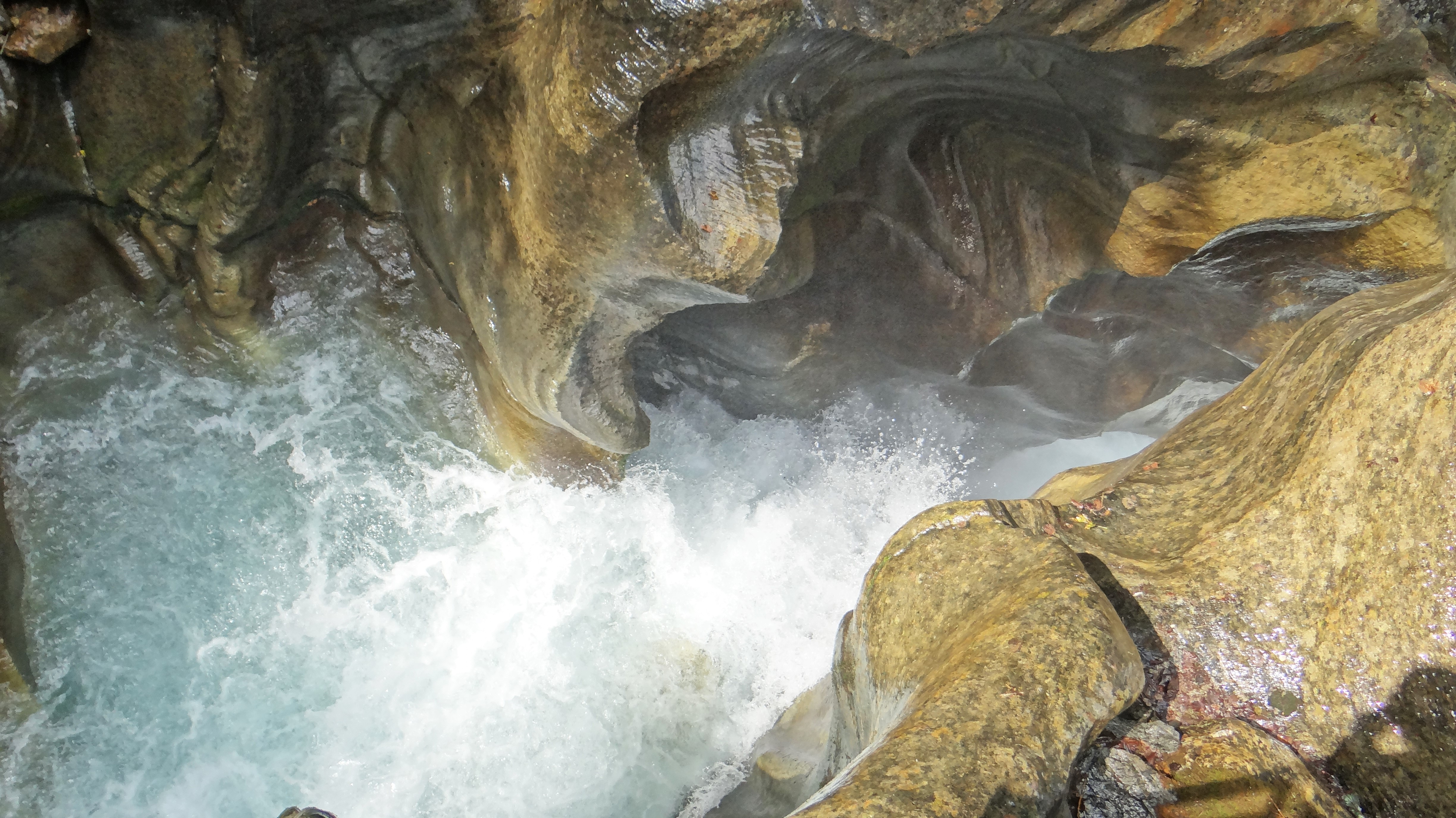
Marmitte de géant dans les gorges de Ballandaz
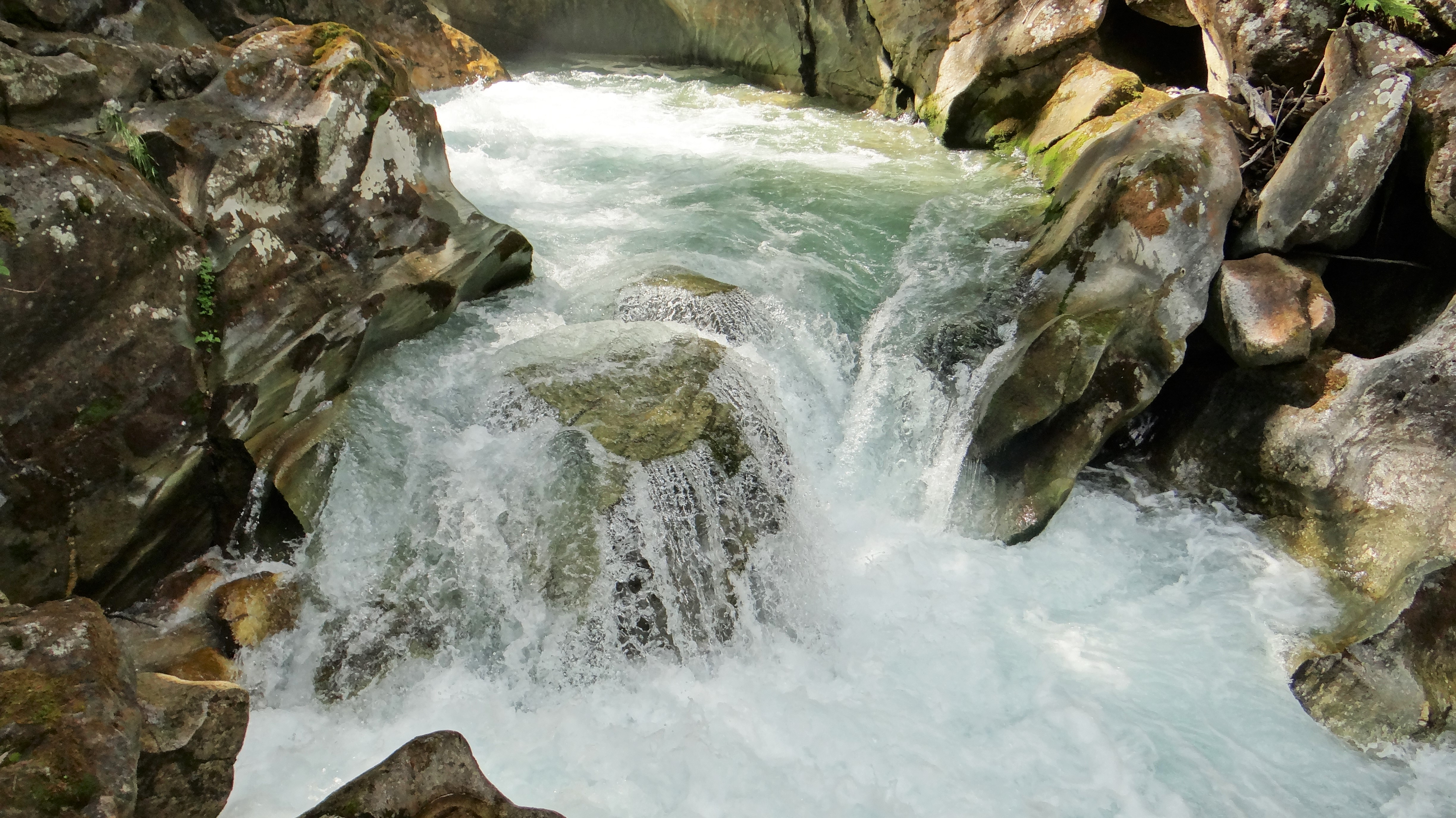
Marmitte de géant dans les gorges de Ballandaz